# Río Cañete
Der Río Cañete ist ein etwa 225 km langer Zufluss des Pazifischen Ozeans im zentralen Westen von Peru in der Region Lima.

## Flusslauf
Der Río Cañete hat seinen Ursprung in dem etwa 4440 m hoch gelegenen Gletscherrandsee Laguna Ticllacocha am Fuße des 5897 m hohen Nevado Ticlla in der peruanischen Westkordillere. Die oberen 80 Kilometer verläuft der Fluss innerhalb des Schutzgebietes Reserva Paisajística Nor Yauyos Cochas. Der Río Cañete fließt anfangs knapp 20 Kilometer nach Norden. Zwischen Flusskilometer 210 und 204 durchfließt der Fluss den aufgestauten See Laguna Paucarcocha (⊙). Anschließend wendet sich der Río Cañete etwa 10 km nach Osten, bevor er nach Süden dreht. Mehrere langgestreckte kleinere Seen liegen zwischen den Flusskilometern 185 und 170 entlang dem Flusslauf. Der Río Cañete durchschneidet den Gebirgszug der Westkordillere in südlicher Richtung, ab Flusskilometer 80 in südwestlicher Richtung. Auf den letzten 16 Kilometern durchquert der Río Cañete die wüstenhafte Küstenebene und mündet schließlich 140 km südsüdöstlich der peruanischen Hauptstadt Lima in den Pazifischen Ozean. Die Stadt San Vicente de Cañete befindet sich 5 km nördlich der Mündung. Die Panamericana überquert den Río Cañete 1000 m oberhalb der Mündung. 10 km oberhalb der Mündung befindet sich ein Wehr (⊙), an welchem ein Bewässerungskanal nach Norden abzweigt.
Dem Flusslauf des Río Cañete folgt ab Flusskilometer 150 die Nationalstraße 24 (San Vicente de Cañete–Huancayo). 25 km oberhalb der Mündung, liegt das Waldschutzgebiet Aledaño a la Bocatoma del Canal Nuevo Imperial am Flusslauf des Río Cañete. Mehrere kleinere Ortschaften befinden sich am mittleren und unteren Flusslauf. Entlang diesem wird auf bewässerten Anbauflächen Landwirtschaft betrieben.

## Wasserkraftnutzung
Bei Flusskilometer 65 befindet sich das im Jahr 2010 fertiggestellte Wasserkraftwerk El Platanal. Dieses wird von der 27 km flussaufwärts gelegenen Talsperre Capillucas über eine unterirdische Rohrleitung mit Wasser versorgt.

## Einzugsgebiet
Das Einzugsgebiet des Río Cañete umfasst eine Fläche von 6192 km². Davon bilden 78,4 %, das sind 4856 km², das effektive Einzugsgebiet.

## Ökologie
Im Río Cañete kommt die Garnelen-Art Cryphiops caementarius aus der Familie der Felsen- und Partnergarnelen (Palaemonidae) vor.